# Paracles uniformis
Paracles uniformis är en fjärilsart som beskrevs av Jones 1912. Paracles uniformis ingår i släktet Paracles och familjen björnspinnare. Inga underarter finns listade i Catalogue of Life.